# Umberto Terenzi
Pour l’article homonyme, voir Terenzi.
Umberto Terenzi (né le 30 octobre 1900 à Rome et mort le 3 janvier 1974 dans la même ville) est un prêtre et fondateur italien du XXe siècle.

## Biographie
Umberto Terenzi, devenu prêtre, est envoyé en 1931 au sanctuaire Notre-Dame du Divin Amour, dans une paroisse abandonnée de Rome, Castel di Leva. Il transforme alors le lieu en un lieu de prière et de charité. Don Umberto, comme il était surnommé, fait construire un poste de police, une gare et un bureau de poste. Il accueille aussi les pauvres et des gens de toutes sortes, et obtient encore de faire bâtir des écoles, des jardins d'enfants, une clinique et enfin un orphelinat. Sa paroisse devient un véritable quartier authentique. 
Durant la Seconde Guerre mondiale, il accueille les réfugiés. Il crée par la suite les Fils et Filles de Notre-Dame du Divin Amour pour le service du sanctuaire et pour l'assistance des campagnes autour de Rome.

## Vénération
En 2000, pour le premier centenaire de sa naissance, un hommage lui fut rendu au sanctuaire Notre-Dame du Divin Amour. Le 23 janvier 2004, sa cause en béatification est ouverte, Umberto Terenzi est donc proclamé serviteur de Dieu par l'Église catholique.